# Roy Rubin
Roy Rubin, né le 9 décembre 1925, à New York, dans l'État de New York et mort le 5 août 2013, à Miami, en Floride, est un ancien joueur et entraîneur américain de basket-ball. Il évolue au poste d'arrière.